# Tour Bel-Air
Pour les articles homonymes, voir Bel Air.
La tour Bel-Air fait partie du complexe Bel-Air Métropole. Elle est érigée à l'est du complexe et surplombe la place Bel-Air. La façade sud du complexe est bordée par la rue de Genève située en contrebas. La tour fait 15 étages depuis la place Bel-Air et 19 étages depuis la rue de Genève. Elle est située dans le quartier du Centre de la ville de Lausanne, dans le Canton de Vaud en Suisse.

## Histoire
La tour Bel-Air est construite par l'architecte Alphonse Laverrière en 1931, sur une idée de l'ingénieur Eugène Scotoni. Premier gratte-ciel de Suisse, elle est critiquée lors de sa construction à la fois par sa taille (les protestants craignant qu'elle ne dépasse la cathédrale) et d'autre part par son inspiration venant des immeubles de Wall Street, alors considéré comme le centre du krach économique qui s'est déroulé deux ans plus tôt. Georges Rigassi, rédacteur en chef de la Gazette de Lausanne qui s'oppose vivement à ce bâtiment, la qualifie d'« offense à la raison et au bon goût » dans un éditorial du 4 novembre 1930, tandis que Ch.-A. Cingria la défend dans ses Impressions d’un passant à Lausanne : « J'espère que dans vingt ans il y en aura mille comme cela, et bien plus hauts ; car je ne reconnais nullement la "fine mesure" des maisons à cinq étages comme devant être la norme de l'architecture domestique. L'impuissance n'est pas une limite. Tout au moins ne doit-elle pas engager ceux qui ne l'éprouvent pas. Si, à toute force, et au nom de l'"harmonieuse raison" on veut décrier le progrès, que l'on nous produise alors des maisons à deux étages ou à un étage. Ce serait cela la "mesure humaine". Et encore. Je vois mal un homme de la hauteur de deux étages ».
Dès sa construction, la tour est prévue pour recevoir non seulement des bureaux et des logements, mais également des magasins, un restaurant et une salle de spectacle. Les technologies les plus modernes de l'époque sont utilisées : électricité, réfrigérateurs, douches et téléphone équipent par exemple les appartements.
La salle de spectacle est tout d'abord utilisée pour accueillir des concerts jusque dans les années 1950 où elle devient une salle de cinéma, appelée « le Métropole », qui persistera jusqu'en 1988, date de sa fermeture. En 1992, le Béjart Ballet Lausanne y donne plusieurs représentations ; d'autres manifestations y seront ensuite organisées, dont plusieurs concerts de l'Orchestre de chambre de Lausanne.
Inscrite comme bien culturel suisse d'importance nationale, la tour fait l'objet d'une rénovation majeure en 2011, visant à « rendre cet édifice plus en harmonie avec son environnement ».
Auparavant, à l'emplacement de la Tour Bel-Air se trouvait la propriété "Le Bosquet", une villa construite en 1829 et dont les dépendances avaient été partiellement démolies vers 1845. Jadis, des fenêtres du "Bosquet", le regard plongeait sur les vignes de la vallon du Flon, et des arbres se trouvaient sur la propriété.

## Galerie

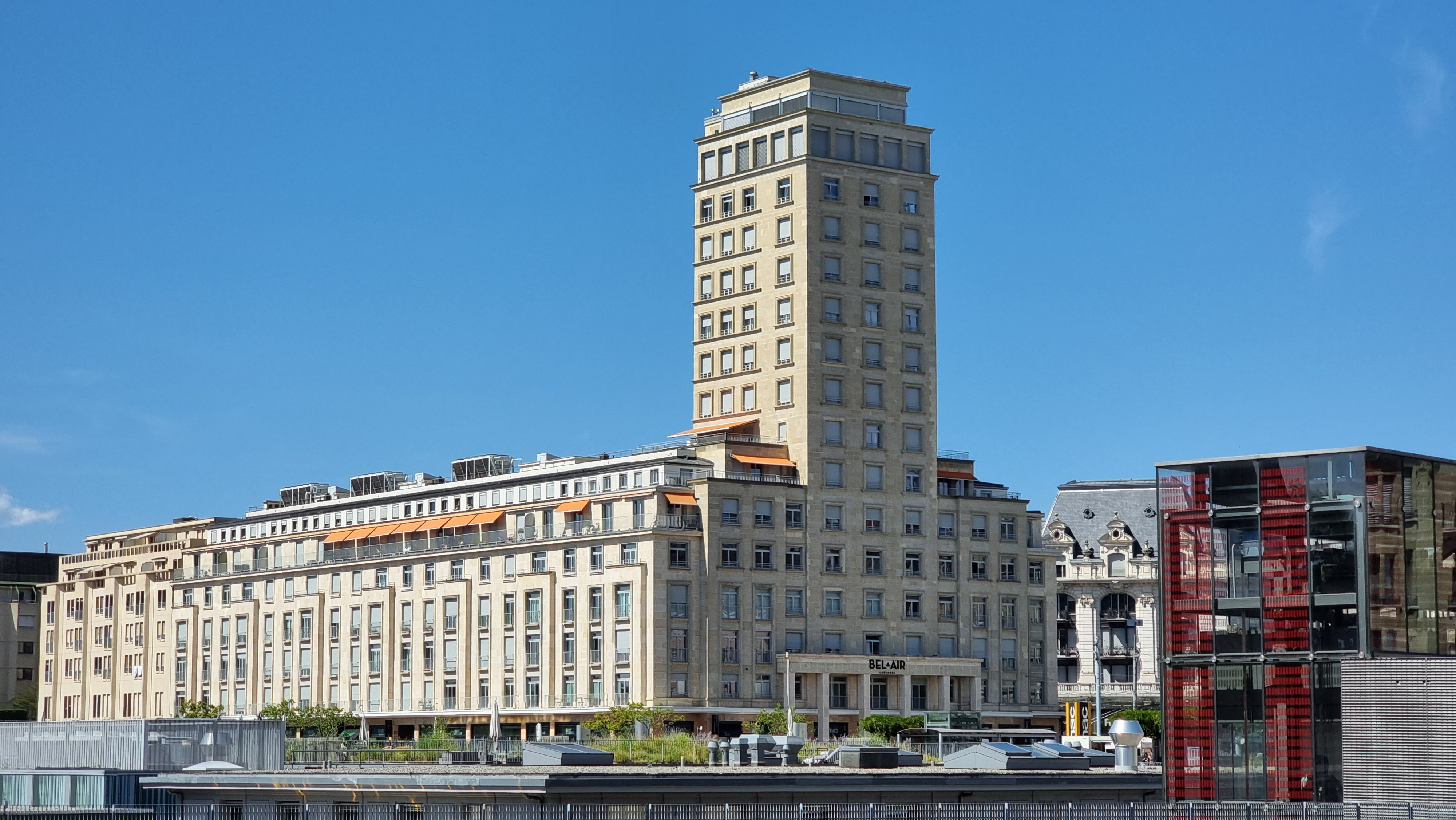
La tour Bel-Air, place Bel-Air, Lausanne
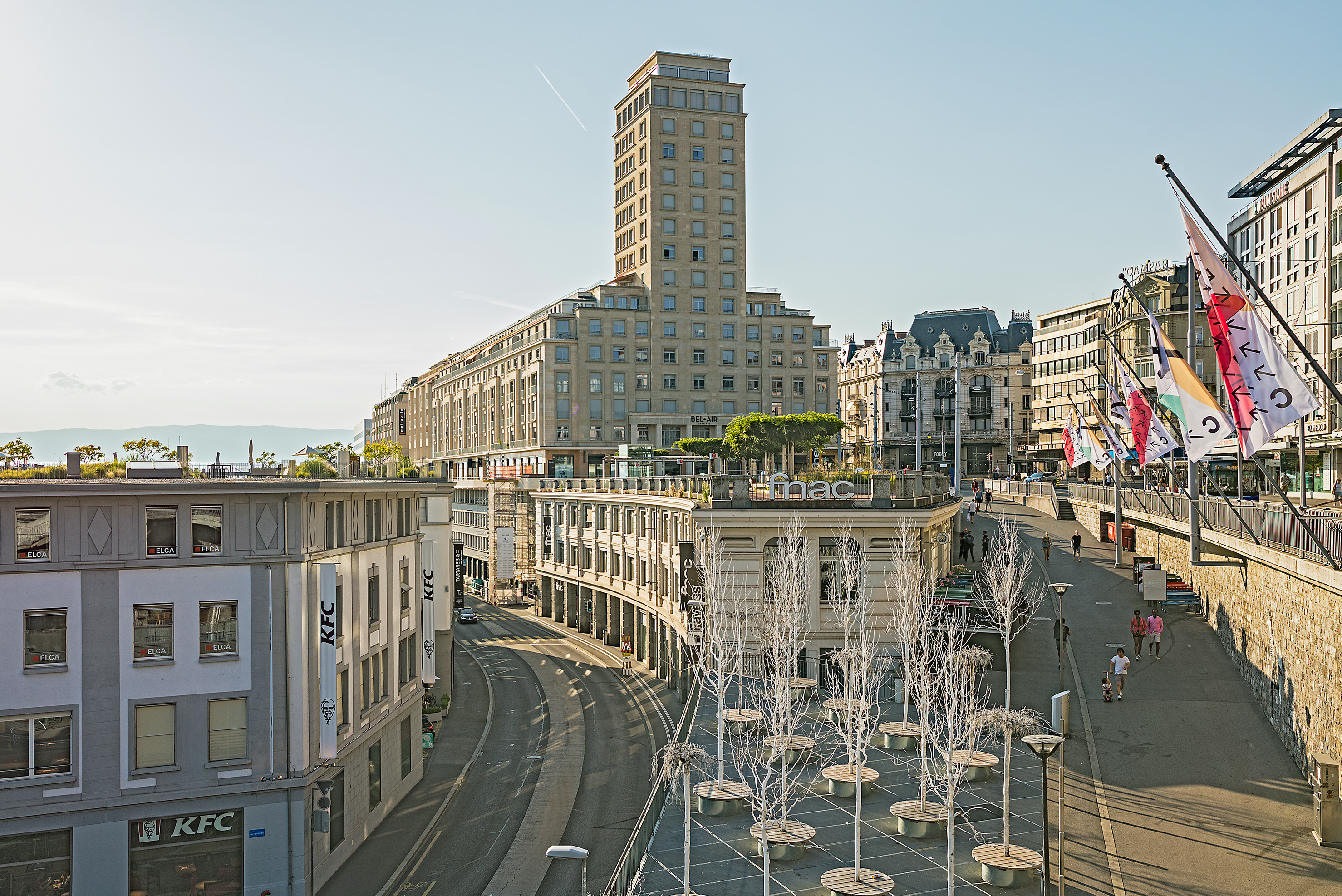
Tour Bel-Air vue côté rue de Genève, image 2020
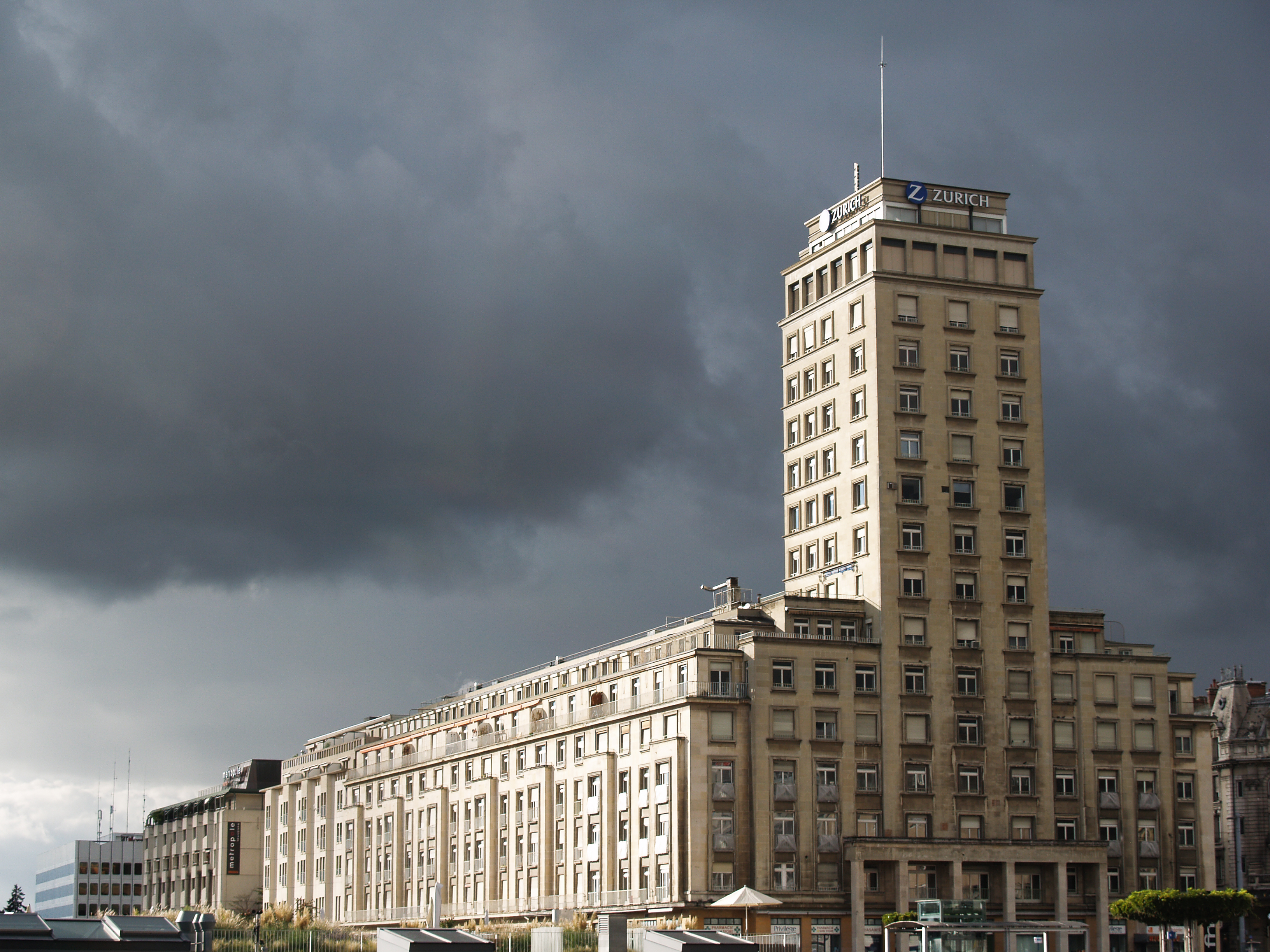
Vue de la tour à la hauteur de la place Bel-Air